# ورا دریک
ورا دریْک (به انگلیسی: Vera Drake) نام فیلم درامِ بریتانیایی است که در سال ۲۰۰۴ به کارگردانی مایک لی ساخته شد.
این فیلم موفق شد جایزه شیر طلایی جشنواره فیلم ونیز را از آنِ خود کند و در ۳ رشتهٔ بهترین کارگردانی، بهترین فیلم‌نامهٔ غیراقتباسی و بهترین بازیگر نقش اول زن نامزد جایزه اسکار شود.

## خلاصه داستان
در ورا دریْک، زندگی زنی از طبقهٔ کارگر در سال ۱۹۵۰ در لندن روایت می‌شود که برای زنانی که ناخواسته باردار شده‌اند سقط جنین غیرقانونی انجام می‌دهد.